# Orešany
Orešany (deutsch Windischnußdorf, ungarisch Tótdiós) ist eine slowakische Gemeinde im Okres Topoľčany und im Nitriansky kraj mit 330 Einwohnern (Stand 31. Dezember 2024).

## Geographie
Die Gemeinde befindet sich im westlichen Teil des Hügellands Nitrianska pahorkatina am Fuße des Gebirges Považský Inovec, am Bach Cerový potok im Einzugsgebiet der Radošinka. Das Ortszentrum liegt auf einer Höhe von 242 m n.m. und ist 12 Kilometer von Piešťany sowie 26 Kilometer von Topoľčany entfernt.
Nachbargemeinden sind Šalgovce im Norden, Radošina (Ortsteil Bzince) im Nordosten, Veľké Ripňany (Ortsteil Behynce und Hauptort) im Osten, Tekolďany im Süden, Horné Otrokovce im Südwesten und Svrbice im Westen.

## Geschichte

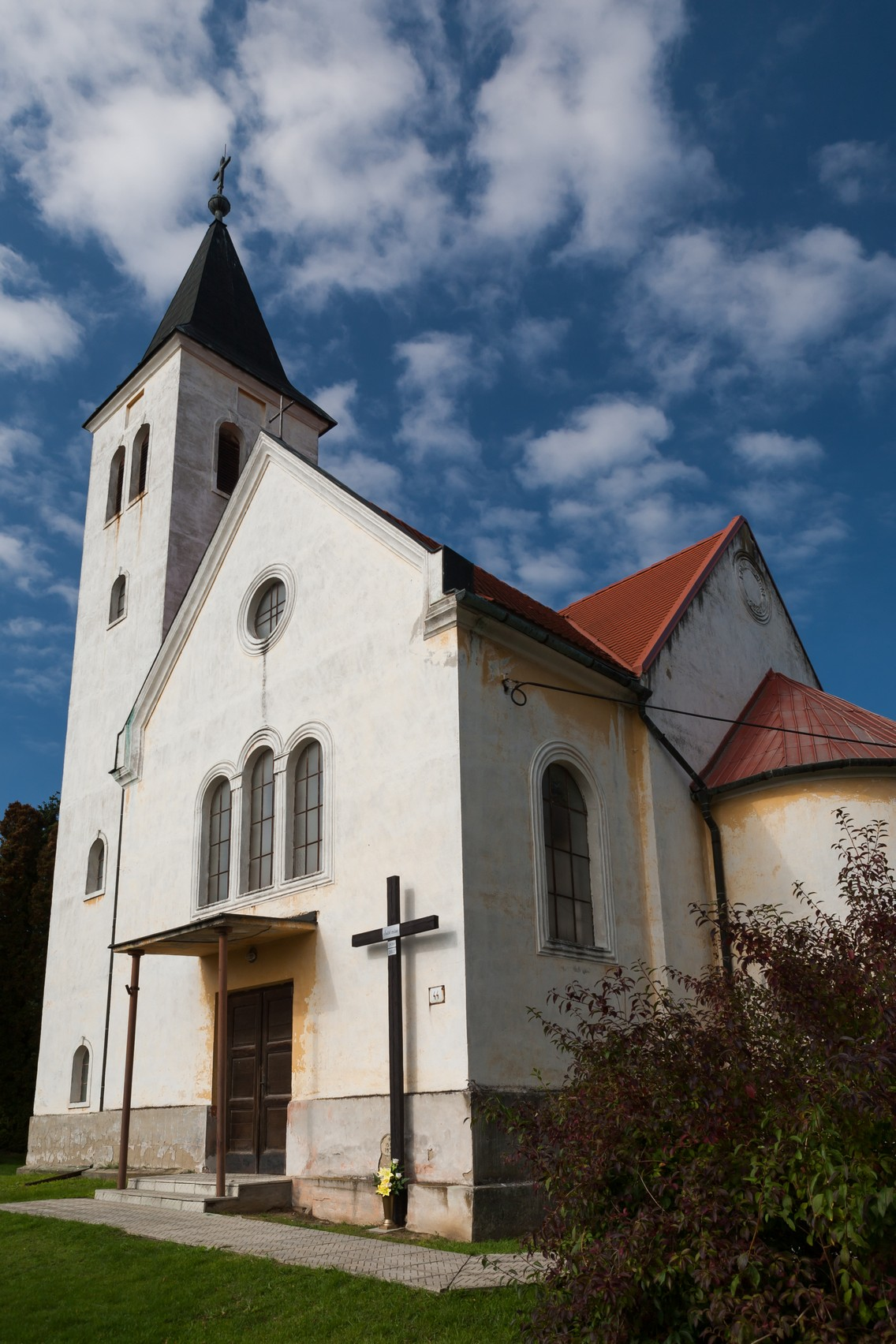
Kirche in Orešany

Orešany wurde zum ersten Mal 1330 als Gyos schriftlich erwähnt und war zuerst Gut der Familie Ivanka aus dem Geschlecht Hont-Pázmány, später der örtlichen landadligen Familie Diósy, im 16. Jahrhundert der Familien Solymos und Fugger, im 17. Jahrhundert Erdődy und von 1777 bis 1945 Pálffy. 1598 wurde das Dorf von den Türken niedergebrannt. 1715 gab es Weingärten und 18 Haushalte, 1787 hatte die Ortschaft 48 Häuser und 248 Einwohner. 1828 zählte man 40 Häuser und 280 Einwohner, die als Landwirte beschäftigt waren.
Bis 1918 gehörte der im Komitat Neutra liegende Ort zum Königreich Ungarn und kam danach zur Tschechoslowakei beziehungsweise heute Slowakei. Auch in der ersten tschechoslowakischen Republik war Orešany ein landwirtschaftlich geprägter Ort. Von 1976 bis 1990 war Orešany Teil der Gemeinde Radošina.

## Bevölkerung
| Jahr                | 1994 | 2004     | 2014     | 2024    |
| ------------------- | ---- | -------- | -------- | ------- |
| Anzahl der Personen | 316  | 281      | 333      | 330     |
| Unterschied         |      | −11,07 % | +18,50 % | −0,90 % |

| Jahr                | 2023 | 2024    |
| ------------------- | ---- | ------- |
| Anzahl der Personen | 325  | 330     |
| Unterschied         |      | +1,53 % |

Gemäß der Volkszählung 2011 wohnten in Orešany 325 Einwohner, davon 313 Slowaken, vier Tschechen und zwei Magyaren. Sechs Einwohner machten keine Angabe zur Ethnie.
267 Einwohner bekannten sich zur römisch-katholischen Kirche sowie jeweils ein Einwohner zu den Siebenten-Tags-Adventisten, zur evangelisch-methodistischen Kirche und zur reformierten Kirche. 51 Einwohner waren konfessionslos und bei vier Einwohnern wurde die Konfession nicht ermittelt.

## Bauwerke und Denkmäler
- römisch-katholische Kreuzerhöhungskirche, ursprünglich eine romanische Kirche aus dem ersten Drittel des 13. Jahrhunderts, 1935–36 um das Kreuzschiff erweitert